# Departamento de General Angel Peñaloza
Departamento de General Angel Peñaloza är en kommun i Argentina.   Den ligger i provinsen La Rioja, i den centrala delen av landet, 900 km nordväst om huvudstaden Buenos Aires.
Omgivningarna runt Departamento de General Angel Peñaloza är i huvudsak ett öppet busklandskap. Trakten runt Departamento de General Angel Peñaloza är nära nog obefolkad, med mindre än två invånare per kvadratkilometer.